# Mimos
Mimos est un festival international des arts du mime (du théâtre gestuel) créé en 1983 par Ginette et Paul Tellier. Il se déroule tous les ans à Périgueux (Dordogne), pendant cinq jours, début juillet. Les spectacles et représentations ont lieu dans les théâtres, les rues, sur les places, dans les parcs, musées, au centre et dans quartiers extérieurs de la ville. Il est organisé par L'Odyssée, scène conventionnée de Périgueux. Chancelade et Coulounieix-Chamiers, communes limitrophes de Périgueux, accueillent certaines années une  partie du festival.

## Historique

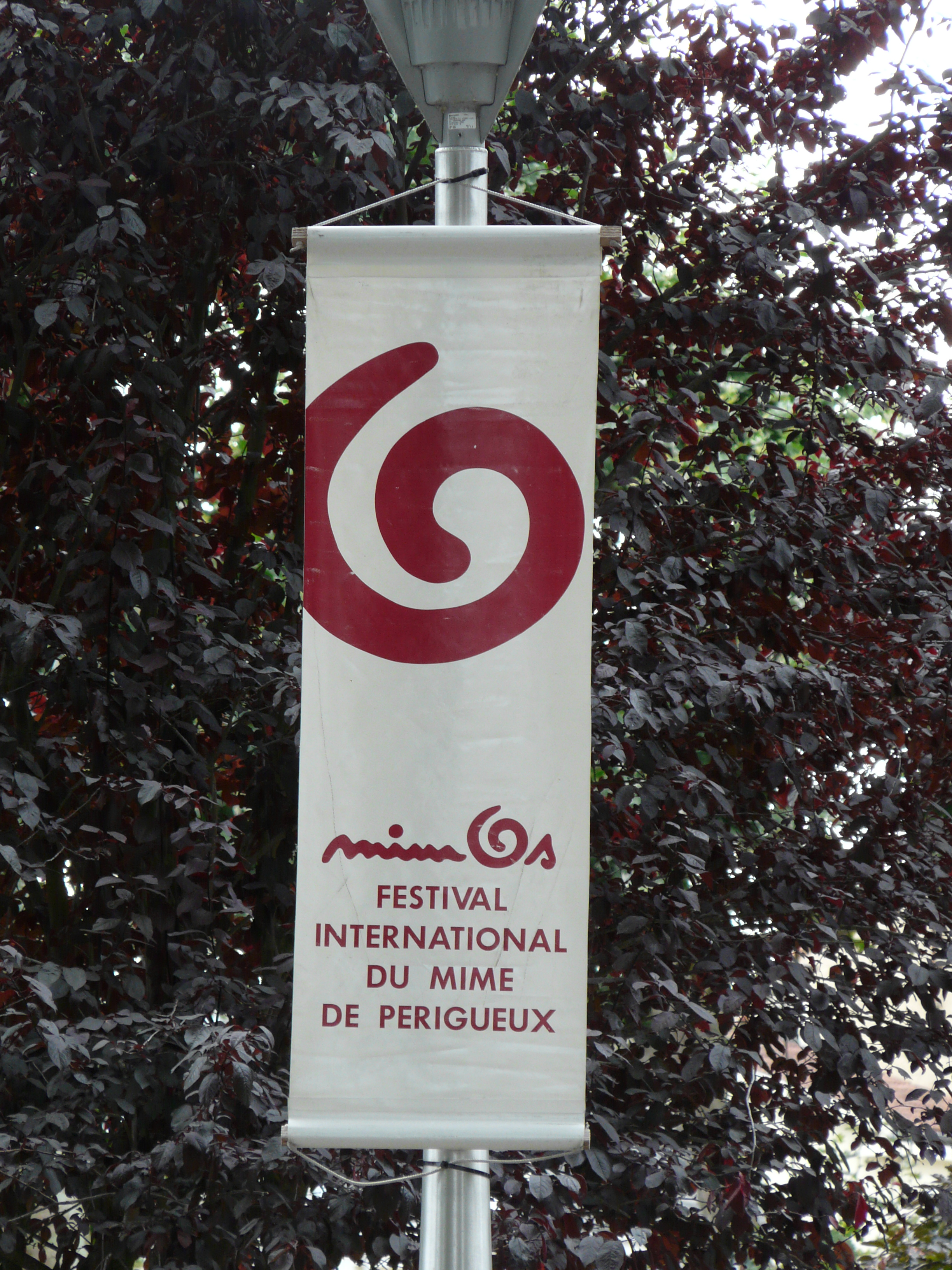
La bannière du festival, avec le logo de Mimos créé par Maurice Melliet.

Mimos a été créé en 1983 par Ginette et Paul Tellier, animateurs du club municipal de loisirs et de culture, en l'honneur du mime Marcel Marceau. En 1986, avec le soutien de la ville de Périgueux, le festival s'installe au centre culturel de la Visitation et prend le nom de « Mimos » qui en grec ancien signifie « acteur ».
Avec la cinquième édition, dirigée par Ginette et Paul Tellier, ce festival s'ouvre sur toutes les formes de théâtre qui s'expriment principalement ou uniquement par les gestes, mimiques et attitudes des acteurs. Cependant, une année plus tard, à la suite d'une tragédie personnelle , les Tellier ont dû quitter la direction de Mimos. « Ils demandèrent à être remplacés par un spécialiste, Peter Bu. Le choix était bon. Peter Bu a fait de Mimos un grand rendez-vous international ».
Il présente au public aussi bien des spectacles d'avant-garde que des créations traditionnelles. Ainsi a-il invité, entre autres, les Russes Litsédei et Derevo, le Japonais Kazuo Ōno, les compagnies slovaque Stoka, polonaise Akademia Ruchu, belge Mossoux-Bonté, anglaise Théâtre de Complicité... et les Français Pinok et Matho, Théâtre du Mouvement, Jacques Lecoq, Marcel Marceau, programmé à deux reprises, seul ou avec sa compagnie. Lors de la 26e édition, en 2008, un spectacle est présenté en hommage au mime Marcel Marceau, décédé l'année précédente.
Pour aider le Festival à promouvoir l'exubérance créative du mime pendant la deuxième moitié du XXe siècle, Jacques Lecoq et Marcel Marceau ont rejoint le Comité d'honneur du Festival Mimos composé, en plus d'eux, de Jean-Louis Barrault, Ferrucio Soleri, Bob Wilson, Kazuo Ohno, pendant quelques années Maguy Marin puis Josef Nadj Pour rendre encore plus évidente la diversité des démarches artistiques du théâtre gestuel du XXe siècle, Peter Bu a également invité à participer au Comité d'honneur Pina Bausch et Tadeusz Kantor. Pina Bausch a accepté d'en discuter mais a fini par s'excuser de n’avoir jamais pu appartenir à aucun comité. Tadeusz Kantor a coupé court à l'invitation en disant qu'il ne s'intéressait qu'à lui-même. 
La diversification de styles du mime dans les années 1970 est expliquée pour la première fois par Marcelle Michel dans le journal Le Monde du 7 août 1977. Cette évolution est bien documentée par le Dictionnaire Encyclopédique du Théâtre, de Michel Corvin et al., par le dossier Danse et mime : sœurs ennemies ? de la revue Théâtre public 118-119 et par deux livres de photographies de Mimos : Guy Charier Mimages et Maurice Melliet 20 ans de mime,,.
Baptisé à l'origine Mimos, le festival porte depuis 2011 le nom de Mimos, Festival international des arts du mime et du geste. Cette même année, le festival a accueilli dix-huit compagnies, représentant dix nationalités, soit vingt-et-un spectacles dont six inédits et cinquante-neuf représentations.
La 30e édition du Festival Mimos s'est déroulée du lundi 30 juillet au samedi 4 août 2012. À cette occasion, des affiches des différentes éditions de Mimos ont été exposées dans les vitrines d'une vingtaine de commerçants de Périgueux, ainsi qu'à l'office de tourisme et la Tour Mataguerre. En 2012, Mimos s'associe au GLAM (Groupe de liaison des arts du mime et du geste) et propose le 1er août une rencontre autour des arts du mime et du geste en France. Mimos 2012 a reçu dix-sept compagnies dans le festival et vingt-trois compagnies pour Mim'Off, soit un total de 142 représentations, qui ont rassemblé entre  55 000 et 60 000 spectateurs, dont 8 000 lors du spectacle d'ouverture, le soir du premier jour, et 31 000 pour Mim'Off (soit une progression de 20 % par rapport à 2011).
L'Odyssée, organisateur du festival devient, en 2013, l'Institut national des Arts du Mime et du Geste. La 31e édition, placée sous le thème de l'illusion, s'est déroulée du 29 juillet au 3 août 2013. Vingt compagnies représentant dix pays étaient attendues pour Mimos, et vingt-deux compagnies dans le cadre de Mim'Off. L'édition 2013 a accueilli en audience cumulée 70 000 visiteurs. 
Le festival 2016 a attiré un peu plus de 7 500 spectateurs en salles pour les spectacles payants, et de 70 000 à 80 000 spectateurs dans les rues, dont 40 000 pour Mim'Off. La 36e édition s'est déroulée du 23 au 28 juillet 2018, sur le thème des métamorphoses, des illusions et de la magie. Pour le festival dans les salles, 7 678 billets ont été vendus et l'affluence globale, « In » et « Off » confondus, s'élève à 80 000 spectateurs.
La 37e édition s'est déroulée du 23 au 27 juillet 2019. En raison de la pandémie de Covid-19, l'édition 2020 est annulée. La 38e édition a lieu pendant 4 jours, du 7 au 10 juillet 2021.
Se déroulant généralement fin de juillet et/ou début août pendant six jours, le festival a lieu, à présent, début juillet et dure cinq jours.
L'édition de juillet 2022 est dédiée la mémoire de Peter Bu, directeur de Mimos de 1987 à 2002.
La 42e édition se tient en juillet 2025.

## Organisation

### Direction du festival

#### Direction artistique et/ou direction générale
- 1983-1986 : Ginette et Paul Tellier
- 1987-2002 : Peter Bu
- 2003-2009 : Étienne Bonduelle, direction artistique
- 2004-2010 : Chantal Achilli
- 2011 : Patrick Roger
- 2012-2018 : Chantal Achilli
- Depuis 2019 : Nathalie Élain

### Artistes et spectacles
De nombreux artistes de France et de tous les continents proposent leurs spectacles et animations, principalement de mime (le théâtre de geste) mais également de clowns, d’acrobaties, de théâtre d'objets, de danse, de déambulation, etc. Les spectacles se déroulent sur scène ou dans des espaces publics (rues, places, jardins, théâtres, musées).
Sont également proposés des ciné-concerts,des  expositions de photographies, de peintures, de sculptures. Les archives de Mimos en vidéo sont diffusées en salle de cinéma.
Les spectacles du festival « in » peuvent être payants, mais d'autres, comme la cérémonie d'ouverture du festival, et, bien sûr, les spectacles de rue sont gratuits. Le spectacle d'ouverture se déroule dans un lieu différent chaque année. En 2018, lors de la soirée d'ouverture de la 36e édition, est présentée Lumière et mémoires de Mimos de Bernard Maciel et Les Couleurs de la nuit, un spectacle de projections qui, par des photos et des jeux de lumières, retrace 30 ans de Mimos.
En marge de ces spectacles, Mimos propose également durant toute la durée du festival des ateliers, stages et des masterclasses aussi bien pour les enfants que pour les adultes, amateurs ou artistes confirmés.
À chaque fin de matinée, les responsables du festival et les artistes débattent avec le public. Cette rencontre permet de commenter les spectacles de la veille et de découvrir les spectacles de la journée.
Le spectacle de clôture du festival est gratuit.

## Prix Mimos
De 1989 à 2010, le Prix Mimos est remis à une compagnie.
Le jury, composé de critiques de théâtre, de mime ou de danse délibère (longuement) pour choisir le meilleur spectacle du festival et décerne le Prix Mimos accompagné d'un chèque de 3 000 euros. À partir de 2011, ce prix n'est plus remis, la direction du festival ayant décidé d'apporter une aide à la création artistique des compagnies.

### Lauréats
- 1989 : Le Cercle magique, Cie Carmelo (Italie)
- 1990 : In Concert, Cie Semola Theatre (Espagne)
- 1991 : Lettre au porteur, Cie Théâtre du mouvement (France)
- 1992 : Tambour en peau de lapin, Cie Dérévo (Russie)
- 1993 : Impasse, Cie Stoka (Slovaquie)
- 1994 : Métamorphose, Cie Théâtre Meschugge (Allemagne)
- 1995 : Comédia Tempa, Cie Joseph Nadj (France)
- 1996 : Le Sommet, Cie Ralf Ralf (Grande-Bretagne)
- 1997 : Twin Houses, Cie Mossoux Bonte (Belgique)
- 1998 : Le Cavalier, Cie Dérévo (Russie)
- 1999 : La Vérité des corps, Cie La Ribot (Espagne)
- 2000 : Réflexion, Cie Dérévo (Russie)
- 2001 : Ici se trouvait l'URSS, Cie blackSKYwhite (Russie)
- 2002 : Infiltrations, Installations et Participation, Cie Warner et Consorten (Pays-Bas)
- 2003 : Le cœur suspendu, Cie Andrayas (Suisse)
- 2004 : White Cabin et Mister Cabin, Cie Akhe Group (Russie)
- 2005 : Papotages, Cie Étant Donné (France)
- 2006 : Le chemin se fait en marchant, Cie Théâtre du Mouvement (France)
- 2007 : Gaff Aff, Zimmermann / De Perrot (Suisse)
- 2008 : Petites histoires.com, Cie Accrorap (France)
- 2009 : Havran et Fidèle à l'éclair, Cie Karine Ponties (Belgique)
- 2010 : L'Immédiat, Cie Lamereboitel (France)

## Mim'Off

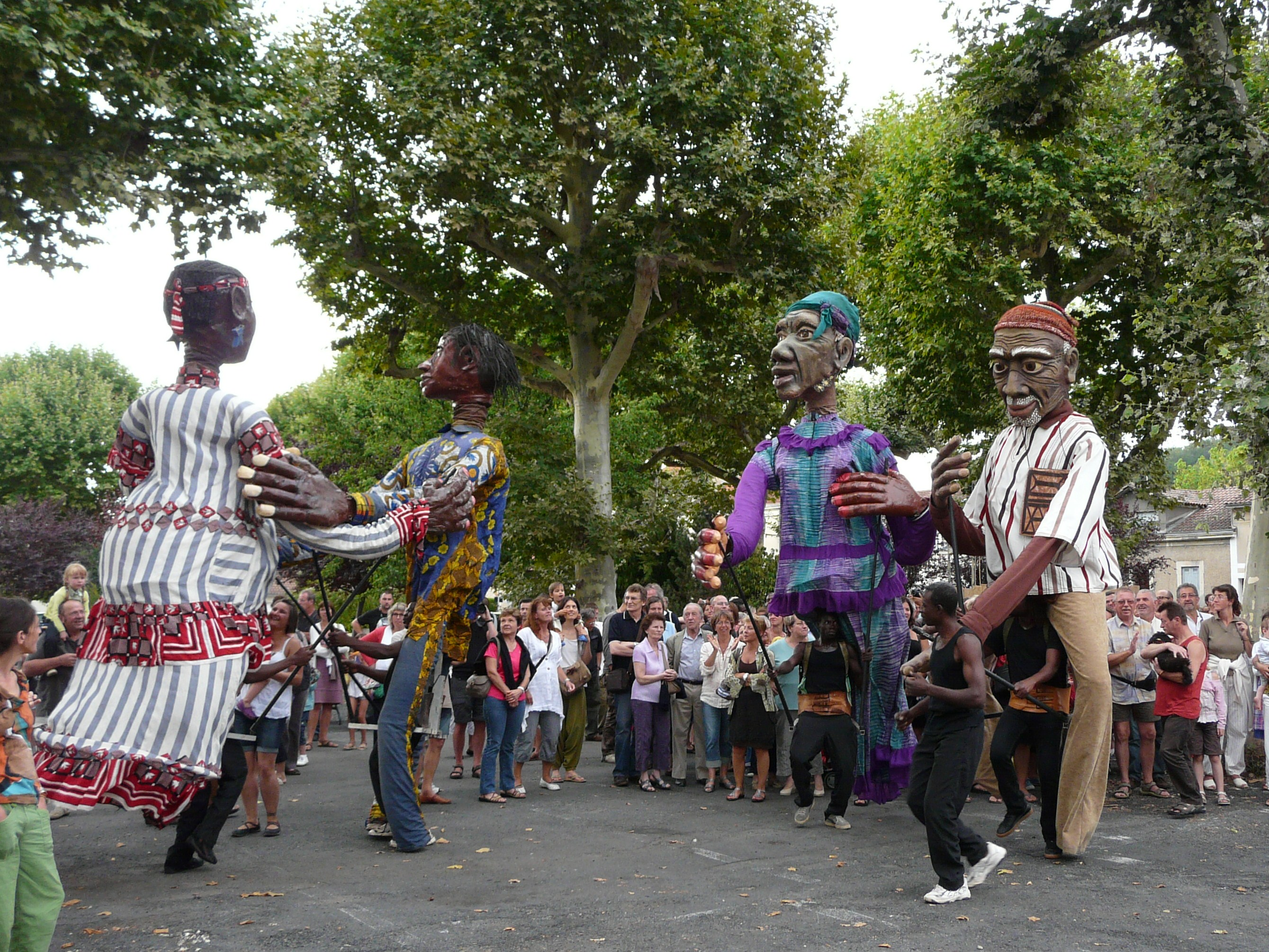
Originaires du Burkina Faso, les Grandes Personnes de Boromo lors du festival « off » de Mimos 2012.

Mim'Off est le festival « off » de Mimos. 

### Composition
En marge du festival « in », une vingtaine de compagnies françaises et internationales  « off » présentent leur création (mime, clown, cirque, acrobatie, performances gestuelles, théâtre d'objets, théâtre gestuel, danse, déambulation, marionnettes, etc.). 
Les spectacles du « off » sont sélectionnés par une équipe composée de membres permanents de l'Odyssée.  Ainsi, en 2010, les vingt-quatre compagnies ont-elles été choisies par un comité créé pour l'occasion.
Les représentations du festival « off » ont lieu sur les places, dans les rues, parcs, écoles, musées, théâtres et au centre culturel de Périgueux. En 2011, des spectacles se déroulent dans de nouveaux espaces : le cloître du Musée d'art et d'archéologie du Périgord (MAAP), les jardins de la Tour de Vésone, le parvis du musée Vesunna.  Plus de 100 représentations sont données dans une vingtaine de lieux. Le premier jour du festival, certains spectacles du « off » débutent dans l'après-midi, le spectacle d'ouverture étant présenté le soir, généralement à 22 h.
Ces spectacles sont tous gratuits mais les artistes en appellent à la générosité du public en « faisant la manche ».

### Prix Mim'Off
Depuis 2003, le public est invité à élire le Prix Mim'Off parmi les compagnies du « off ». Un bulletin de vote est à remplir et à découper dans la brochure de Mimos. Souvent, les artistes donnent des bulletins de vote au public à la fin de leur représentation. Les urnes se trouvent au Théâtre de L'Odyssée, au Centre Culturel de la Visitation, et à l'Office de Tourisme. Le vote est ouvert à partir du premier jour, et clos le dernier jour du festival en fin d'après-midi.
Un prix de 1500 € (initialement 1000 €) est remis aux artistes de la compagnie élue lors d'une cérémonie le soir du dernier jour du festival, en présence de nombreux artistes.

#### Lauréats du Prix Mim'Off du public (2003-2017)
- 2003 : Cie Extravague, On ne sait jamais (France) ;  Cie La Parenthèse Enchantée, J'veux des histoires (France) - ex-æquo
- 2004 : Cie Payasso, Tout Seul (France)
- 2005 : Cie Lorgnette et Judas, Discrètement (Belgique)
- 2006 : Cie Kiroul, Comment va la terre ? Elle tourne… (France)
- 2007 : Cie Minelly's Marley, Le cabaret de 4 sous (France)
- 2008 : Cie Sivousplait, Silences amusants d'un couple en blanc (France)
- 2009 : Cie Théâtre des Silences, MOI…et elle (France)
- 2010 : Cie Morphales Cambrées, Qui sera Alice ? (France)
- 2011 : Tuga (nom d'artiste de Rodolfo Meneses), Avec votre permission (Chili)
- 2012 : Circle of Two, Bambolina & Dodo (Angleterre)
- 2013 : Zinneke Kabuki, Doffice (Belgique)
- 2014 : Cie Les GüMs, Stoïk (France)
- 2015 : Cie Du Fil à Retordre, T'emmêle pas ! (France)
- 2016 : Cie Quand les Moules auront des Dents, Germaine et Germaine (France)
- 2017 : Zero en Conducta, La dernière danse de Brigitte (Espagne) (également 1er prix du festival international de la marionnette en Hollande).

#### Lauréats des1eret2ePrix du public, et Prix du jury (depuis 2018)
Depuis l'édition 2018, trois prix sont remis : 
- - Le premier prix du public décerné par la Ville de Périgueux
  - Le deuxième prix du public remis par Le Grand Périgueux
  - Le prix du jury décerné par le Crédit Agricole Charente Périgord.

- 2018 :

Prix du jury : Cie Un par de narices, Capulettos (Espagne) ;
1er prix du public : Collectif 2222, Traverser la rivière sous la pluie (France) ;
2e prix du public : Duo Beloraj (Cie Comme si),  Et pourtant... (France).
- 2019 :

Prix du jury : Dirtz Theatre, Nonna(s) Don't Cry (France) ;
1er prix du public : Duo Masawa, V.O.G.O.T. (Italie) ;
2e prix du public : Bakhus, Des-Unis (France).
- Édition 2020 annulée en raison de la pandémie de Covid-19.
- 2021 :

Prix du jury : Cie Girouette (Duo Greg et Natacha), Ce ne sera pas long (France) ;
1er prix du public : Cie Girouette (Duo Greg et Natacha), Ce ne sera pas long (France) ;
2e prix du public : Collectif 2222, Pourquoi les vieux qui n'ont rien à faire traversent-ils au feu rouge ? (France).
- 2022[21] :

Prix du jury : Cie du Courcirkoui, Chemins... (France)
1er prix du public : Le Guichet, Caillasse (France)
2e prix du public : Collectif Primavez, Playground (France).
- 2023[22] :

Prix du jury : Cie Sur le vif, Sapiens Sapiens (France)
1er prix du public : Cie Vaya, Atempo (duo franco-chilien basé au Portugal)
2e prix du public : Cie Lève un peu les bras, Look (France)
- 2024[23] :

Prix du jury : Cie Version 14, Sept Samouraïs (France)
Prix du public : Cie Bakhus, Gaïa 2.0 (France)